# Persone di nome John/Cestisti
| Questa pagina contiene informazioni ricavate automaticamente dalle voci biografiche con l'ausilio del template Bio e di un bot. L'aggiornamento è periodico e automatico e ricostruisce completamente la pagina. Se manca una persona in questa lista, sei pregato di non aggiungerla, ma accertati piuttosto che la sua voce biografica contenga il template Bio e che i dati anagrafici siano correttamente compilati. Se il template Bio manca, inseriscilo tu stesso o, in alternativa, metti l'avviso {{tmp\|Bio}} che ne segnala la mancanza. Se i dati riportati sono sbagliati, correggi direttamente la voce biografica; le modifiche saranno visibili in questa lista entro pochi giorni. Per chiarimenti vedi il progetto antroponimi. La lista contiene solo le 249 persone che sono citate nell'enciclopedia e per le quali è stato implementato correttamente il template Bio. Pagina aggiornata al 22 lug 2025. |

Questa è una lista di persone presenti nell'enciclopedia che hanno il nome John e sono cestisti.

## A(5)
- John Abramovic, cestista statunitense (Etna, n. 1919 - Ormond Beach, † 2000)
- Jack Ahearn, cestista statunitense (Brooklyn, n. 1918 - Farmingdale, † 1968)
- John Amaechi, ex cestista e attivista britannico (Boston, n. 1970)
- John Arthurs, ex cestista statunitense (New Orleans, n. 1947)
- John Austin, cestista statunitense (Washington, n. 1944 - † 2020)

## B(22)
- Johnny Bach, cestista e allenatore di pallacanestro statunitense (Brooklyn, n. 1924 - Chicago, † 2016)
- John Bagley, ex cestista e allenatore di pallacanestro statunitense (Bridgeport, n. 1960)
- Toby Bailey, ex cestista statunitense (Los Angeles, n. 1975)
- John Barber, ex cestista statunitense (n. 1927)
- John Barnhill, cestista e allenatore di pallacanestro statunitense (Sturgis, n. 1938 - † 2013)
- John Barr, cestista statunitense (Shamokin, n. 1918 - Shamokin, † 2002)
- John Battle, ex cestista statunitense (Washington, n. 1962)
- Johnny Baum, ex cestista statunitense (Filadelfia, n. 1946)
- John Beasley, cestista statunitense (Texarkana, n. 1944 - † 2022)
- John Beckman, cestista statunitense (New York, n. 1895 - Miami, † 1968)
- John Best, ex cestista statunitense (Neptune, n. 1971)
- Johnny Bianco, cestista, giocatore di baseball e allenatore di pallacanestro statunitense (New York, n. 1920 - Caldwell, † 1977)
- John Block, ex cestista statunitense (Los Angeles, n. 1944)
- John Bohannon, cestista statunitense (Houston, n. 1991)
- John Bosak, cestista statunitense (Farrell, n. 1922 - Los Angeles, † 1994)
- John Bowler, ex cestista e allenatore di pallacanestro statunitense (Chicago, n. 1984)
- John Brisker, cestista statunitense (Detroit, n. 1947)
- John Brown, ex cestista statunitense (Francoforte sul Meno, n. 1951)
- John Brown, cestista statunitense (Jacksonville, n. 1992)
- John Bryant, cestista statunitense (Berkeley, n. 1987)
- Jack Burmaster, cestista, allenatore di pallacanestro e dirigente sportivo statunitense (Elgin, n. 1926 - Glenview, † 2005)
- John Butler, cestista statunitense (Greenville, n. 2002)

## C(15)
- Jake Carter, cestista e allenatore di pallacanestro statunitense (LaRue, n. 1924 - Lubbock, † 2012)
- John Cassidy, ex cestista canadese (Calgary, n. 1947)
- John Celestand, ex cestista statunitense (Houston, n. 1977)
- John Chaney, cestista e allenatore di pallacanestro statunitense (Zachary, n. 1920 - Baton Rouge, † 2004)
- John Christensen, cestista e pallamanista danese (Copenaghen, n. 1922 - † 2005)
- John Clawson, cestista statunitense (Duluth, n. 1944 - † 2018)
- Barry Clemens, ex cestista statunitense (Dayton, n. 1943)
- John Coker, ex cestista statunitense (Richland, n. 1971)
- John Collins, cestista statunitense (Layton, n. 1997)
- John Comeaux, ex cestista statunitense (Lafayette, n. 1943)
- Jack Cotton, cestista e allenatore di pallacanestro statunitense (Miles City, n. 1924 - Alamosa, † 2016)
- John Coughran, ex cestista statunitense (Pittsburg, n. 1951)
- Chubby Cox, ex cestista statunitense (Filadelfia, n. 1955)
- John Cox, ex cestista venezuelano (Caracas, n. 1981)
- John Crotty, ex cestista statunitense (Orange, n. 1969)

## D(14)
- John Dacyshyn, ex cestista canadese (n. 1935)
- Johnny Davis, ex cestista e allenatore di pallacanestro statunitense (Detroit, n. 1955)
- Johnny Dawkins, ex cestista e allenatore di pallacanestro statunitense (Washington, n. 1963)
- John Dawson, cestista statunitense (Albuquerque, n. 1995)
- John Dearman, ex cestista e dirigente sportivo statunitense (Chicago, n. 1949)
- Johnny Dee, cestista statunitense (Denver, n. 1992)
- John Devereaux, ex cestista statunitense (Brooklyn, n. 1962)
- John DiBartolomeo, cestista statunitense (Westport, n. 1991)
- John Dickson, ex cestista statunitense (Searcy, n. 1945)
- Hook Dillon, cestista statunitense (Savannah, n. 1924 - Winston-Salem, † 2004)
- John Douglas, ex cestista e allenatore di pallacanestro statunitense (Town Creek, n. 1956)
- John Drew, cestista statunitense (Vredenburgh, n. 1954 - Houston, † 2022)
- John Duren, ex cestista statunitense (Washington, n. 1958)
- Jack Dwan, cestista statunitense (n. 1921 - Skokie, † 1993)

## E(8)
- John Ebeling, ex cestista e dirigente sportivo statunitense (Trenton, n. 1960)
- John Edwards, cestista statunitense (Warren, n. 1981)
- Johnny Egan, cestista e allenatore di pallacanestro statunitense (Hartford, n. 1939 - † 2022)
- John Egbunu, cestista nigeriano (Bauchi, n. 1994)
- John Emanuels, ex cestista olandese (Paramaribo, n. 1963)
- Jack Eskridge, cestista e allenatore di pallacanestro statunitense (n. 1924 - Independence, † 2013)
- J.J. Eubanks, ex cestista statunitense (Louisville, n. 1968)
- Johnny Ezersky, cestista statunitense (Manhattan, n. 1922 - Walnut Creek, † 2012)

## F(8)
- John Fairchild, ex cestista statunitense (Encinitas, n. 1943)
- Jake Fendley, cestista statunitense (Danville, n. 1929 - Oak Park, † 2002)
- John Flowers, cestista statunitense (Waldorf, n. 1989)
- Jack Foley, cestista statunitense (Worcester, n. 1939 - Worcester, † 2020)
- John Fox, ex cestista statunitense (Filadelfia, n. 1965)
- John Franken, ex cestista olandese (n. 1955)
- John Fultz, cestista e allenatore di pallacanestro statunitense (Boston, n. 1948 - Bologna, † 2023)
- Johnny Furphy, cestista australiano (Melbourne, n. 2004)

## G(15)
- Anton Gaddefors, cestista svedese (Bromma, n. 1989)
- Ken Galanchuk, ex cestista canadese (n. 1940)
- John Gardiner, cestista e allenatore di pallacanestro australiano (Newcastle, n. 1943 - Perth, † 2014)
- John Garris, ex cestista statunitense (Bridgeport, n. 1959)
- Johnny Gee, cestista e giocatore di baseball statunitense (Syracuse, n. 1915 - Cortland, † 1988)
- Jack George, cestista e giocatore di baseball statunitense (Swissvale, n. 1928 - Fort Myers, † 1989)
- John Gianelli, ex cestista statunitense (Stockton, n. 1950)
- Tex Gibbons, cestista statunitense (Elk City, n. 1907 - La Habra, † 1984)
- John Gillon, cestista statunitense (Houston, n. 1994)
- John Givens, cestista e allenatore di pallacanestro statunitense (McHenry, n. 1926 - Louisville, † 2009)
- John Goldsberry, ex cestista statunitense (Vandalia, n. 1982)
- Jackie Goldsmith, cestista statunitense (Magonza, n. 1921 - Brooklyn, † 1968)
- Johnny Green, cestista statunitense (Dayton, n. 1933 - Huntington, † 2023)
- John Greig, ex cestista statunitense (Sacramento, n. 1961)
- John Grochowalski, ex cestista statunitense (Springfield, n. 1952)

## H(15)
- John Hargis, cestista statunitense (Nacogdoches, n. 1920 - Buda, † 1986)
- John Hatch Bluth, ex cestista messicano (Colonia Juárez, n. 1947)
- John Hatch, ex cestista canadese (Calgary, n. 1962)
- John Havlicek, cestista statunitense (Martins Ferry, n. 1940 - Jupiter, † 2019)
- John Hazen, cestista statunitense (Chicago, n. 1927 - Rochester, † 1998)
- John Heard, ex cestista australiano (Adelaide, n. 1939)
- John Henson, ex cestista statunitense (Greensboro, n. 1990)
- Jack Hewson, cestista statunitense (Waldwick, n. 1924 - Knoxville, † 2012)
- Johnny High, cestista statunitense (Birmingham, n. 1957 - Phoenix, † 1987)
- Johnny Hoekstra, cestista statunitense (Wichert, n. 1917 - Grand Rapids, † 2006)
- Brad Holland, ex cestista e allenatore di pallacanestro statunitense (Billings, n. 1956)
- John Holland, cestista statunitense (New York, n. 1988)
- Johnny Horan, cestista statunitense (Minneapolis, n. 1932 - † 1980)
- John Hummer, ex cestista statunitense (Washington, n. 1948)
- Jay Humphries, ex cestista e allenatore di pallacanestro statunitense (Los Angeles, n. 1962)

## I(1)
- John Isaacs, cestista statunitense (Panama, n. 1915 - Bronx, † 2009)

## J(6)
- Dave Jamerson, ex cestista statunitense (Clarksburg, n. 1967)
- John Janisch, cestista statunitense (n. 1920 - West Branch, † 1992)
- John Jenkins, cestista statunitense (Nashville, n. 1991)
- John Johnson, cestista statunitense (Carthage, n. 1947 - San Jose, † 2016)
- Johnny Jones, ex cestista statunitense (Washington, n. 1943)
- Johnny Jorgensen, cestista statunitense (Chicago, n. 1921 - Charlotte, † 1973)

## K(7)
- John Keller, cestista statunitense (Page City, n. 1928 - Great Bend, † 2000)
- Red Kerr, cestista e allenatore di pallacanestro statunitense (Chicago, n. 1932 - Chicago, † 2009)
- Jack Kerris, cestista statunitense (Chicago, n. 1925 - Fort Wayne, † 1983)
- Jack Kiley, cestista statunitense (Irvington, n. 1929 - Baltimora, † 1982)
- John Konchar, cestista statunitense (West Chicago, n. 1996)
- Johnny Kotz, cestista statunitense (Rhinelander, n. 1919 - Madison, † 1999)
- John Kuester, ex cestista e allenatore di pallacanestro statunitense (Richmond, n. 1955)

## L(10)
- John Lambert, ex cestista statunitense (Berkeley, n. 1953)
- John Langdon, cestista statunitense (n. 1923 - Fort Worth, † 1985)
- John Laskowski, ex cestista statunitense (South Bend, n. 1953)
- Jack Lilja, cestista e allenatore di pallacanestro statunitense (San Francisco, n. 1930 - † 2016)
- John Linehan, ex cestista e allenatore di pallacanestro statunitense (Chester, n. 1978)
- John Little, ex cestista e allenatore di pallacanestro statunitense (Peoria, n. 1984)
- John Logan, cestista e allenatore di pallacanestro statunitense (Richmond, n. 1921 - Charlotte, † 1977)
- John Long, ex cestista statunitense (Romulus, n. 1956)
- John Lucas, ex cestista, allenatore di pallacanestro e dirigente sportivo statunitense (Durham, n. 1953)
- John Lucas, ex cestista e allenatore di pallacanestro statunitense (Washington, n. 1982)

## M(33)
- Johnny Macknowski, cestista statunitense (Barwinek, n. 1923 - † 2024)
- John Maddock, ex cestista australiano (Hobart, n. 1951)
- John Mahnken, cestista statunitense (Jersey City, n. 1922 - Cambridge, † 2000)
- John Mandic, cestista statunitense (Los Angeles, n. 1919 - Portland, † 2003)
- J.J. Mann, cestista statunitense (East Point, n. 1991)
- Jack Marin, ex cestista statunitense (Sharon, n. 1944)
- Tom Marshall, cestista e allenatore di pallacanestro statunitense (Mt. Juliet, n. 1931 - Fort Myers, † 2024)
- Johnny Mathis, cestista e allenatore di pallacanestro statunitense (Eastman, n. 1943 - † 2023)
- John May, ex cestista statunitense (Gulfport, n. 1958)
- Pete McCaffrey, cestista statunitense (Tucson, n. 1938 - Bellaire, † 2012)
- Johnny McCarthy, cestista e allenatore di pallacanestro statunitense (Buffalo, n. 1934 - Buffalo, † 2020)
- Jack McCloskey, cestista, allenatore di pallacanestro e dirigente sportivo statunitense (Mahanoy City, n. 1925 - Savannah, † 2017)
- John McConathy, cestista e allenatore di pallacanestro statunitense (Sailes, n. 1930 - Bossier City, † 2016)
- John McCord, ex cestista statunitense (Bronx, n. 1973)
- John McCullough, ex cestista e allenatore di pallacanestro statunitense (Lima, n. 1956)
- John McKibbon, ex cestista canadese (Sudbury, n. 1939)
- Jack McKinney, cestista e allenatore di pallacanestro statunitense (Chester, n. 1935 - † 2018)
- John McLeod, ex cestista canadese (Vancouver, n. 1934)
- Jack McMahon, cestista e allenatore di pallacanestro statunitense (Brooklyn, n. 1928 - Chicago, † 1989)
- John McMillen, cestista e allenatore di pallacanestro statunitense (New York, n. 1948 - Bologna, † 2010)
- Joe McNamee, cestista statunitense (San Francisco, n. 1926 - Greenbrae, † 2011)
- Chick Meehan, cestista e allenatore di pallacanestro statunitense (Syracuse, n. 1917 - Kerhonkson, † 2004)
- John Meeks, cestista statunitense (Winston-Salem, n. 1999)
- John Mengelt, ex cestista statunitense (La Crosse, n. 1949)
- John Miller, ex cestista statunitense (Cleveland)
- John Mills, cestista statunitense (Flat Lick, n. 1919 - Flat Lick, † 1995)
- John Moir, cestista statunitense (Rutherglen, n. 1917 - Carlisle, † 1975)
- John Mooney, cestista statunitense (Baltimora, n. 1998)
- Jackie Moore, ex cestista statunitense (Filadelfia, n. 1932)
- Johnny Moore, ex cestista e allenatore di pallacanestro statunitense (Altoona, n. 1958)
- John Morrison, ex cestista e allenatore di pallacanestro statunitense (Roselle Park, n. 1945)
- John Morton, ex cestista statunitense (Bronx, n. 1967)
- John Murphy, cestista statunitense (Filadelfia, n. 1924 - Filadelfia, † 2003)

## N(3)
- Johnny Newman, ex cestista statunitense (Danville, n. 1963)
- Richie Niemiera, cestista e allenatore di pallacanestro statunitense (Chicago, n. 1921 - Berwyn, † 2003)
- Johnny Norlander, cestista statunitense (Virginia, n. 1921 - Virginia, † 2002)

## O(6)
- John O'Boyle, cestista e allenatore di pallacanestro statunitense (New York, n. 1928 - Porterville, † 1984)
- John Oldham, cestista, allenatore di pallacanestro e dirigente sportivo statunitense (Beaver Dam, n. 1923 - Bowling Green, † 2020)
- John Olive, ex cestista e allenatore di pallacanestro statunitense (Filadelfia, n. 1955)
- Johnny Orr, cestista e allenatore di pallacanestro statunitense (Taylorville, n. 1927 - Des Moines, † 2013)
- Johnny Orr, cestista e giocatore di baseball statunitense (Chicago, n. 1918 - Tucson, † 1982)
- Jack Ozburn, cestista statunitense (Murphysboro, n. 1913 - Akron, † 1969)

## P(17)
- Bud Palmer, cestista statunitense (Hollywood, n. 1921 - West Palm Beach, † 2013)
- J.L. Parks, cestista statunitense (Paoli, n. 1927 - Houston, † 2018)
- Wally Parobec, cestista canadese (n. 1929 - † 1995)
- Johnny Pawk, cestista statunitense (Butler, n. 1910 - West Chester, † 2004)
- John Paxson, ex cestista, allenatore di pallacanestro e dirigente sportivo statunitense (Dayton, n. 1960)
- Johnny Payak, cestista e arbitro di pallacanestro statunitense (Rossford, n. 1926 - Toledo, † 2009)
- Jake Pelkington, cestista statunitense (New York, n. 1916 - Fort Wayne, † 1982)
- John Petrucelli, cestista statunitense (Hicksville, n. 1992)
- Jack Phelan, cestista statunitense (Chicago, n. 1925 - Bradenton, † 2021)
- John Pilch, cestista statunitense (Sheridan, n. 1925 - † 1991)
- John Pinone, ex cestista statunitense (Hartford, n. 1961)
- John Pollet, cestista svizzero (n. 1912 - † 1982)
- John Poncar, cestista statunitense (n. 1913 - Linesville, † 2010)
- Johnny Posewitz, cestista statunitense (Sheboygan, n. 1906 - Sheboygan, † 1994)
- John Postley, cestista statunitense (n. 1940 - Filadelfia, † 1970)
- J.P. Prince, ex cestista statunitense (Memphis, n. 1987)
- John Pritchard, cestista statunitense (Minneapolis, n. 1927 - Fridley, † 2012)

## R(13)
- Jack Ramsay, cestista, allenatore di pallacanestro e dirigente sportivo statunitense (Filadelfia, n. 1925 - Naples, † 2014)
- Jesse Renick, cestista e allenatore di pallacanestro statunitense (Hickory, n. 1917 - Ada, † 1999)
- John Rennicke, cestista e giocatore di baseball statunitense (Aurora, n. 1929 - Perham, † 2007)
- John Richter, cestista statunitense (Filadelfia, n. 1937 - † 1983)
- Carl Ridd, cestista canadese (Winnipeg, n. 1929 - Winnipeg, † 2003)
- John Rillie, ex cestista e allenatore di pallacanestro australiano (Toowoomba, n. 1971)
- John Roberson, cestista statunitense (Kansas City, n. 1988)
- John Roche, ex cestista statunitense (New York, n. 1949)
- Johnny Rogers, ex cestista statunitense (Fullerton, n. 1963)
- John Roosma, cestista e militare statunitense (Passaic, n. 1900 - Verona, † 1983)
- John Rudd, ex cestista statunitense (DeRidder, n. 1955)
- John Rudometkin, cestista statunitense (Santa Maria, n. 1940 - Newcastle, † 2015)
- Honey Russell, cestista, allenatore di pallacanestro e giocatore di football americano statunitense (Brooklyn, n. 1902 - Livingston, † 1973)

## S(22)
- John Salley, ex cestista, attivista e imprenditore statunitense (Brooklyn, n. 1964)
- John Salmons, ex cestista statunitense (Filadelfia, n. 1979)
- John Schick, cestista statunitense (Bridgeport, n. 1916 - Toledo, † 1990)
- John Schommer, cestista, giocatore di football americano e giocatore di baseball statunitense (Chicago, n. 1884 - Chicago, † 1960)
- John Schweitz, ex cestista e allenatore di pallacanestro statunitense (Waterloo, n. 1960)
- Ray Scott, ex cestista e allenatore di pallacanestro statunitense (Filadelfia, n. 1938)
- Johnny Sebastian, cestista statunitense (Odin, n. 1921 - Champaign, † 2003)
- John Shasky, ex cestista statunitense (Birmingham, n. 1964)
- John Shumate, cestista e allenatore di pallacanestro statunitense (Greenville, n. 1952 - † 2025)
- John Shurna, cestista statunitense (Glen Ellyn, n. 1990)
- Johnny Simmons, cestista e giocatore di baseball statunitense (Birmingham, n. 1924 - Farmingdale, † 2008)
- Johnny Sines, cestista e allenatore di pallacanestro statunitense (Flora, n. 1914 - Manatee, † 1978)
- John Smith, ex cestista statunitense (Columbus, n. 1944)
- Ken Spain, cestista statunitense (Houston, n. 1946 - Houston, † 1990)
- John Stanich, cestista statunitense (Sacramento, n. 1925 - Houston, † 2020)
- John Starks, ex cestista e allenatore di pallacanestro statunitense (Tulsa, n. 1965)
- Jack Stephens, cestista statunitense (Chicago, n. 1933 - Peoria, † 2011)
- John Stockton, ex cestista e allenatore di pallacanestro statunitense (Spokane, n. 1962)
- John Stroeder, ex cestista statunitense (Bremerton, n. 1958)
- John Stroud, ex cestista statunitense (New Albany, n. 1957)
- Jack Sullivan, cestista e allenatore di pallacanestro statunitense (Washington, n. 1935 - Baltimora, † 2010)
- John Sutter, ex cestista statunitense (Marion, n. 1949)

## T(15)
- John Thomas, ex cestista statunitense (Minneapolis, n. 1975)
- Cat Thompson, cestista e allenatore di pallacanestro statunitense (St. George, n. 1906 - Idaho Falls, † 1990)
- Chandler Thompson, ex cestista statunitense (Muncie, n. 1970)
- Jack Thompson, ex cestista statunitense (New York, n. 1946)
- John Thompson, cestista e allenatore di pallacanestro statunitense (Washington, n. 1941 - Arlington, † 2020)
- Mel Thurston, cestista statunitense (Lockport, n. 1919 - Lockport, † 1997)
- Jack Toomay, cestista e militare statunitense (Ontario, n. 1922 - Carlsbad, † 2008)
- Johnny Townsend, cestista statunitense (Indianapolis, n. 1916 - Indianapolis, † 2001)
- John Trapp, cestista statunitense (Detroit, n. 1945)
- John Tresvant, ex cestista statunitense (Washington, n. 1939)
- John Tschogl, ex cestista statunitense (Chula Vista, n. 1950)
- John Turek, ex cestista statunitense (Council Bluffs, n. 1983)
- Jack Turner, cestista statunitense (Newport, n. 1939 - Newport, † 2013)
- John Turner, ex cestista statunitense (Washington, n. 1967)
- Jack Twyman, cestista statunitense (Pittsburgh, n. 1934 - Cincinnati, † 2012)

## U(1)
- Jack Underman, cestista statunitense (Elyria, n. 1925 - Elyria, † 1969)

## V(2)
- John Vallely, ex cestista statunitense (Newport Beach, n. 1948)
- John van Vliet, ex cestista olandese (n. 1949)

## W(11)
- John Wallace, ex cestista statunitense (Rochester, n. 1974)
- John Warren, ex cestista statunitense (Sparta, n. 1947)
- John Wetzel, ex cestista e allenatore di pallacanestro statunitense (Waynesboro, n. 1944)
- John Wilkins, ex cestista statunitense (Antibes, n. 1989)
- Hot Rod Williams, cestista statunitense (Sorrento, n. 1962 - Baton Rouge, † 2015)
- John Williams, ex cestista statunitense (Los Angeles, n. 1966)
- John Williamson, cestista statunitense (New Haven, n. 1951 - New Haven, † 1996)
- John Williamson, ex cestista statunitense (Columbus, n. 1986)
- John Willis, ex cestista statunitense (Newark, n. 1952)
- John Windsor, ex cestista statunitense (n. 1940)
- Johnny Worrell, cestista filippino (Manila, n. 1914 - Manila, † 1965)